# Христо Илиев (летец)
Вижте пояснителната страница за други личности с името Христо Илиев.
Христо Вълев Илиев е български офицер, военен летец, майор. Завършва военно училище и служи преди и по време на Втората световна война във Въздушните войски.

## Биография
Христо Илиев е роден на 20 септември 1903 г. в село Чернево, Варненско. На 6 септември 1926 завършва Военното училище в 45-и випуск и е произведен в чин подпоручик. След подготовка и полагане на пилотски изпити в Аеропланното училище, е пилот от 25 ноември 1929 г., като на 4 дена по-рано е произведен в чин поручик.
Служи на разни места като навигатор-авиатор (1930), във въздушния отряд (1930 – 1931), командир на крило в смесен орляк (1931), командир на крило в изтребителната авиация (1933), в морско (1933 – 1937) и разузнавателно ято (1937 – 1939), началник на училище за бордни екипажи (1939 – 1941), командир на бомбардировъчен орляк (1941 – 1942), командир на линейното ято (1942), командир на орляк в Линейния полк (1942 – 1943). Със служебно писмо изх. I-1023/28 септември 1943 г. приема командването на II въздушен щурмови полк в Граф Игнатиево.
Награждаван е многократно с български ордени и медали. През 1941 г. е в Bad Hilling от август до октомври включително и от октомври същата година до март 1942 в база Wertheim, където усъвършенства уменията си на щурмови пилот и специализира полети с доставените в България щурмови самолети Junkers Ju 87 „Щука“. През 1942 г. е в Полша. След завръщането си от Полша инициира пилотите, летели на самолет PZL.43 Czajka (вкл. модификации 44 и 59), известни в страната като самолети „Чайка“, да се обучават в кацане с планиране при отнет двигател, което дотогава не се практикува. Тези самолети изискват голямо разстояние, но чрез неговата инициатива става възможно кацането им на по-малки летища или при проблем с двигателя.

## Участие в бойни действия
Взема участие, както в бойни, така и в помощни мисии за България и Третия райх. Лети многократно до Германия през войната. По време на войната, когато партизаните на БКП са в нелегалност, Илиев участва в бомбардирането и разрушаването на техни убежища в горите. Когато България става съюзник с СССР и враг на Германия, Илиев отказва да се бие с предишните си бойни другари, които станали вече негови врагове – когато е пращан на мисия да бомбардира в Германия, е давал знак, че идва с мир, кацал е и си е приказвал с германските си колеги.
Според смъртната присъда: Поверения му отряд, на който е бил командир участва в акции съвместно с полицията за залавянето на нелегални. При една от акциите през май 1944 г. са заловени 35 партизани в град Пловдив, с. Стряма, Падарско, Борец. Мъжете са отведени по шосето край Бела черква в Родопите, където са били разстреляни. Също така, като добър кадър е местен из цялата страна, където е бил командир на различни орляци, като този в авио-база Божурище под името „I Армейски Орляк“, където е служил и известния български летец-изтребител с Messerschmitt BF-109G2 Димитър Списаревски (в друг орляк).

## С присъда „царски офицер“
След края на войната е осъден от т.нар. Народен съд на смърт и разстрелян, както и да заплати 5 000 000 лева глоба, заменими при несъстоятелност с по шест месеца тъмничен затвор. Мястото на тленните му останки са неизвестни.

## Семейство
Майор Христо Илиев е женен с две деца : Павлина Ралчева 
Снежана Илиева

## Военни звания
- Подпоручик (6 септември 1926)
- Поручик (21 октомври 1929)
- Капитан (3 октомври 1935)
- Майор (6 май 1943)

## Награди
- Медал за 10 години отлична служба
- Народен орден „За военна заслуга“ V степен (Кавалерски кръст)
- Царски орден „Свети Александър“ V степен (Кавалерски кръст)
- Орден „За заслуга“ (Борисова емисия)
- Народен орден „За военна заслуга“ IV степен (Офицерски кръст)
- Кавалерийски кръст